# 宗教现象学
宗教现象学是宗教学中的一個學科，它引入現象學的相關知識，這一學科的研究者主張撇开宗教的各种时空和文化背景，而要去理解宗教的内在意义或本质。研究者强调对宗教不存任何先入之见，不作任何价值判断。宗教现象学始于19世纪后期。